# Nico Müller
Nico Müller, född den 25 februari 1992 i Thun, är en schweizisk professionell racerförare och fabriksförare för Audi Sport i bl.a. DTM.
Müller har tagit flera topplaceringar i olika formelbilmästerskap, bland annat seger i Formula Renault 2.0 Alps 2009, tredje och fjärde plats i GP3 Series 2010 respektive 2011, samt femte plats i Formula Renault 3.5 Series 2013. Inför 2014 bytte han till DTM där han kör Audi.
Hann vann 2015 års upplaga av det prestigefyllda loppet ADAC Zurich Nürburgring 24-timmars i en Audi R8 LMS GT3 med Team WRT. Han delade bilen och segern med Edward Sandström, Christopher Mies och Laurens Vanthoor.

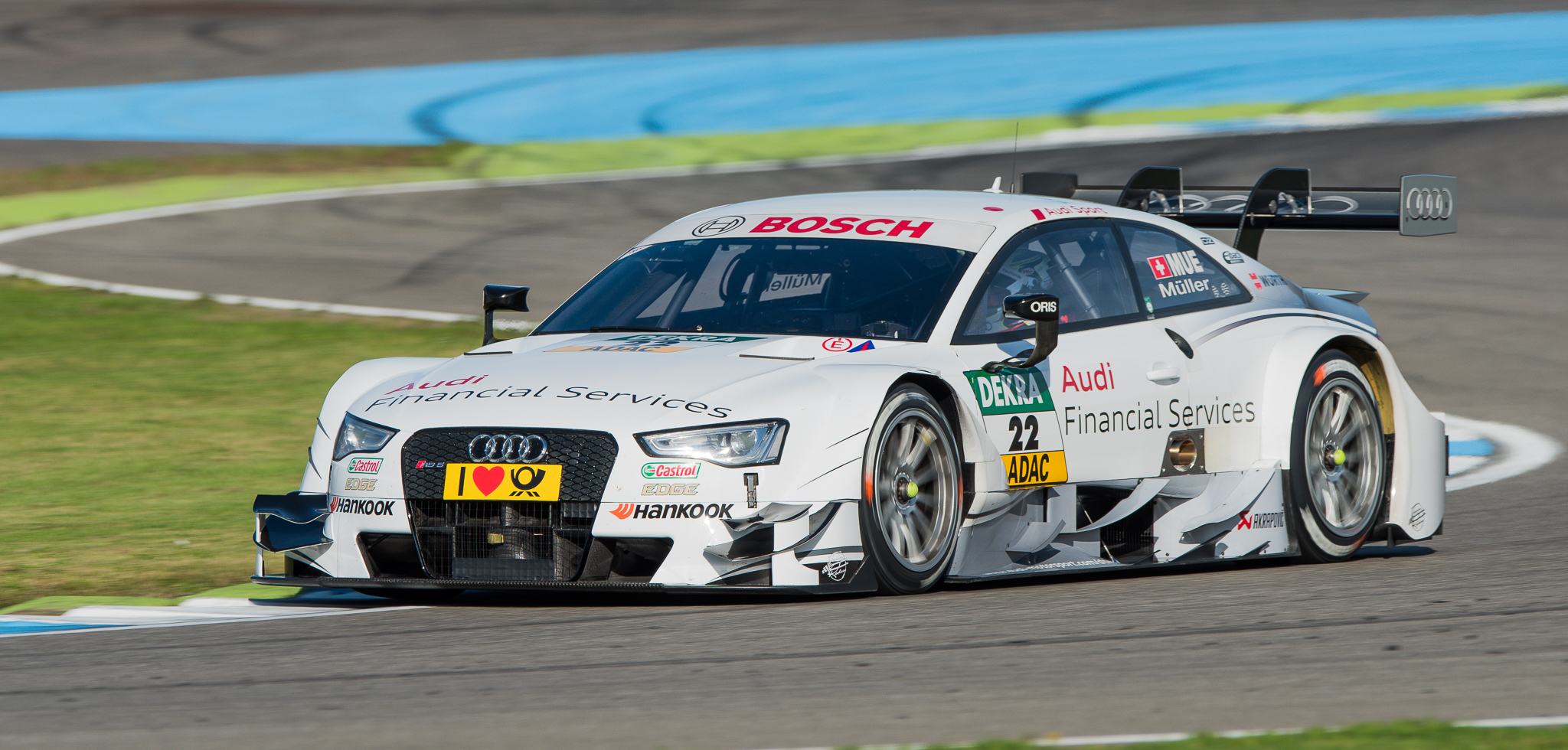
Nico Müller på Hockenheimring 2014.